# Sebastián Fabricius
Sebastián Fabricius (též Fabritius) (25. května 1625, Kutná Hora – 10. května 1681, Drážďany, Saské kurfiřtství) byl německý evangelický kněz a spisovatel působící v Horních Uhrách (dnešní Slovensko), autor barokní autobiografické prózy.

## Život
Pocházel z německé měšťanské rodiny (jeho otec byl majitelem stříbrného dolu v Kutné Hoře). Absolvoval jezuitskou školu v rodném městě. Po otcově srmti je jeho matka tajně přivedla k luteránské církvi. Studoval v Německu v Regensburgu, Norimberku, Augsburgu a Ulmu, roku 1645 pokračoval ve studiích v Prešpurku (dnešní Bratislava) a roku 1649 byl vysvěcen na kněze. Nejprve působil letech 1648–1649 jako diakon v Ilavě a pak jako farář v Pravoticích, v Liptovském Jánu (1651–1652), v Otrokovcích (1652–1661), v Csőváru v Dolních Uhrách (1662–1664), v Levoči (1664–1668), ve Spišských Vlachách (1668) a v Lodině (1668–1672). Roku 1672 odešel před náboženským pronásledováním do Německa, ke žil do roku 1689 v Žitavě a pak v Drážďanech, kde zemřel.

## Dílo
Německy napsal autobiografickou prózu Spina pungens – Stachlichter Dorn (1679, Pichlavý trn), ve které popsal především svůj pobyt v Dolních Uhrách, které byly v té době pod tureckou nadvládou. Byl dobrým psychologem a pozorovatelem a dokázal velmi dobře zachytit duševní stavy lidí. Vyprávění oživoval napínavými a často i strašidelnými historkami, Ve vzpomínkách se vracel i do dětství a tyto části své knihy psal očima dítěte.